# Hillary Scott (Sängerin)

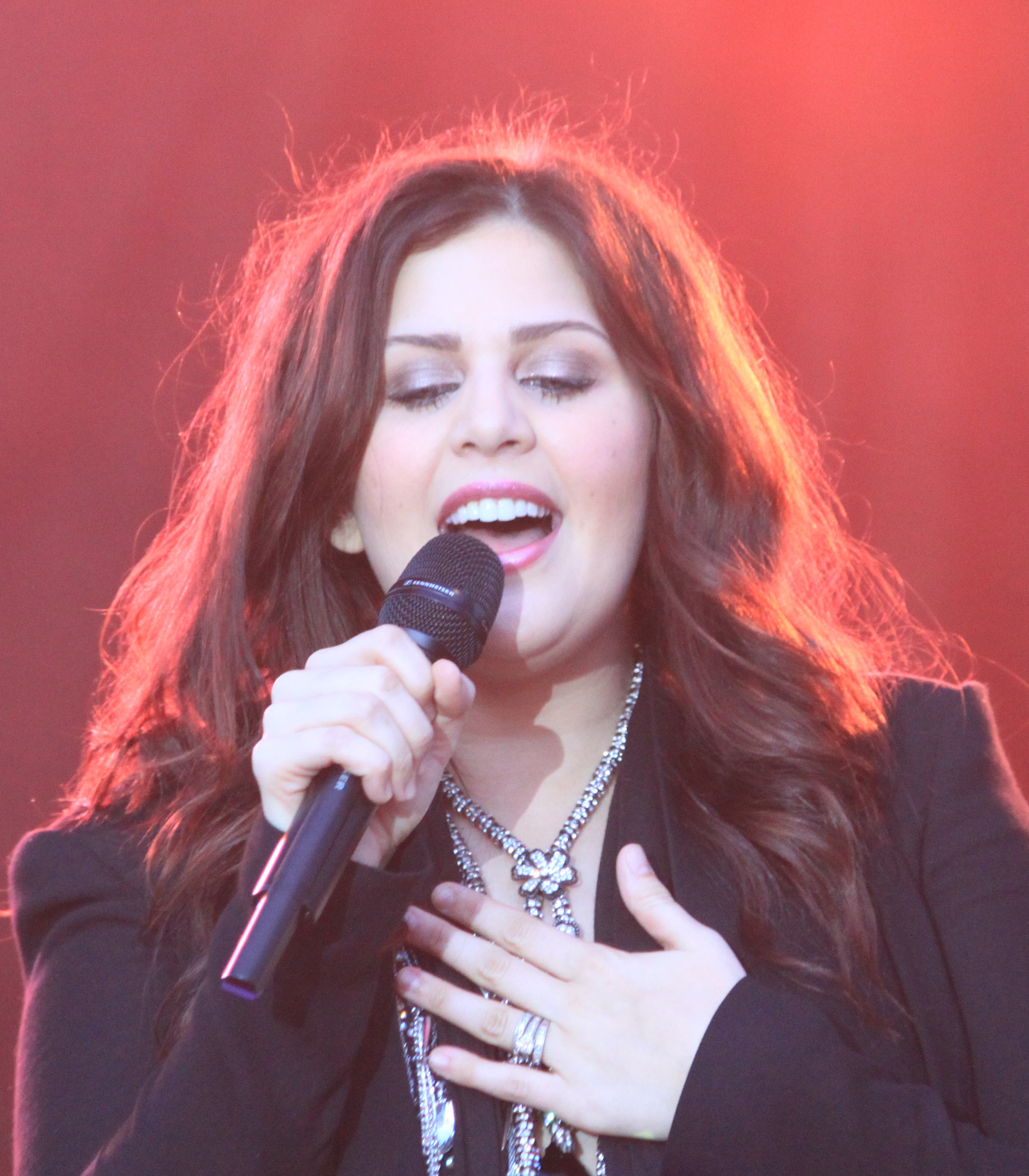
Hillary Scott (2012)

Hillary Dawn Scott (* 1. April 1986 in Nashville, Tennessee) ist eine US-amerikanische Sängerin von Country- und religiöser Popmusik. Bekannt wurde sie als Sängerin der Countryband Lady A (vormals: Lady Antebellum).

## Karriere
Hillary Scott wuchs in der Country-Hauptstadt Nashville auf, ihre Eltern Linda Davis und Lang Scott sind selbst Countrymusiker. Nach der High School versuchte sie, eine eigene Karriere zu starten und arbeitete dabei mit Countrysängerin Victoria Shaw zusammen. Zweimal bewarb sie sich auch bei American Idol, wurde aber nicht genommen. 2006 lernte sie Charles Kelley und Dave Haywood kennen und sie gründeten die Band Lady Antebellum. Zwischen 2008 und 2014 hatte das Trio zahlreiche Charthits und drei Nummer-eins-Alben.
2015 nahm sich die Band eine Auszeit und Hillary Scott kündigte an, ein eigenes Album veröffentlichen zu wollen. Mit musikalischer Unterstützung ihrer Eltern und ihrer jüngeren Schwester Rylee sowie mit Ricky Skaggs als Produzent nahm sie Gospelsongs und Countrysongs mit religiösen Texten auf. Am 29. Juli 2016 erschien das Album Love Remains von Hillary Scott & the Scott Family und stieg auf Platz 1 der Christian-Albums-Charts ein. Bei den Countryalben erreichte es Platz 2 und in den offiziellen Albumcharts kam es auf Platz 7. Das Lied Thy Will war ein Nummer-eins-Hit bei den Christian Songs. In dem Lied verarbeitet sie eine Fehlgeburt, die sie im Jahr zuvor erlitten hatte.
Lied und Album brachten den Scotts bei den Grammy Awards 2017 je eine Auszeichnung im Bereich Gospel / Christliche Popmusik ein.
Hillary Scott ist mit dem Schlagzeuger Chris Tyrrell verheiratet und hat mit ihm eine Tochter (* 2014) und Zwillingstöchter (* 2018).

## Diskografie

### Alben
| Jahr | Titel        | Höchstplatzierung, Gesamtwochen, AuszeichnungChartplatzierungen (Jahr, Titel, Platzierungen, Wochen, Auszeichnungen, Anmerkungen) | Höchstplatzierung, Gesamtwochen, AuszeichnungChartplatzierungen (Jahr, Titel, Platzierungen, Wochen, Auszeichnungen, Anmerkungen) | Anmerkungen                                         |
| Jahr | Titel        | US | Christ | Anmerkungen                                         |
| ---- | ------------ | --- | --- | --------------------------------------------------- |
| 2016 | Love Remains | US7 (12 Wo.)US | Christ1 (62 Wo.)Christ | Erstveröffentlichung: 29. Juli 2016 Grammy (Gospel) |

### Singles
| Jahr | Titel Album                   | Höchstplatzierung, Gesamtwochen, AuszeichnungChartsChartplatzierungen (Jahr, Titel, Album, Platzierungen, Wochen, Auszeichnungen, Anmerkungen) | Anmerkungen                                                 |
| Jahr | Titel Album                   | Christ | Anmerkungen                                                 |
| ---- | ----------------------------- | --- | ----------------------------------------------------------- |
| 2016 | Thy Will Love Remains         | Christ1 (46 Wo.)Christ | Autoren: H. Scott, E. L. Weisband, B. Herms Grammy (Gospel) |
| 2016 | Beautiful Messes Love Remains | Christ28 (1 Wo.)Christ | Autor: H. Scott, C. Harrington, B. Glover                   |
| 2016 | Love Remains                  | Christ38 (1 Wo.)Christ | Autoren: J. Daddario, T. Douglas                            |
| 2016 | Still Love Remains            | Christ20 (22 Wo.)Christ | Autoren: J. Ebach, M. E. Reed                               |

### Gastbeiträge
| Jahr | Titel Album | Höchstplatzierung, Gesamtwochen, AuszeichnungChartsChartplatzierungen (Jahr, Titel, Album, Platzierungen, Wochen, Auszeichnungen, Anmerkungen) | Anmerkungen                                                                 |
| Jahr | Titel Album | US | Anmerkungen                                                                 |
| ---- | ----------- | --- | --------------------------------------------------------------------------- |
| 2020 | Be a Light  | US42 Platin · (22 Wo.)US | Thomas Rhett feat. Reba McEntire, Hillary Scott, Chris Tomlin & Keith Urban |

## Auszeichnungen
Grammy Awards
- 2017: Best Contemporary Christian Music Performance / Song für Thy Will
- 2017: Best Contemporary Christian Music Album für Love Remains